# جعفر عبد السلام
الدكتور جعفر عبد السلام (السبت غرة ربيع الأول 1360 هـ / 29 مارس 1941 - الإثنين 27 رمضان 1439 هـ / 11 يونيو 2018م)، شخصية مصرية، أستاذ القانون الدولي في جامعة الأزهر، والأمين العام السابق لرابطة الجامعات الإسلامية.

## عن حياته
الدكتور جعفر عبد السلام من مواليد مركز فوة، بمحافظة كفر الشيخ في 29 مارس 1941م. حصل على ليسانس الحقوق - جامعة القاهرة 1962م، ودبلوم القانون العام - جامعة القاهرة 1963م، ودبلوم العلوم الإدارِية - جامعة القاهرة 1964م، ودبلوم أكاديمية لاهاي للقانون الدولي (هولندا)، وحصل على الدكتوراة في القانون الدولي العام – جامعة القاهرة 1970م. عمل رئيسًا لقسم القانون العام بكلية الشريعة والقانون من 1981 – 1993م، ونائبا لرئيس جامعة الأزهر لشؤون التعليم والطلاب من 1993 وحتى 1997م.

## انتخابه أمينا عاما لرابطة الجامعات الإسلامية
تم انتخاب الدكتور جعفر عبد السلام أمينا عاما لرابطة الجامعات الإسلامية، لأربعة أعوام، وذلك بعد موافقة المؤتمر التاسع للرابطة الذي عقد يوم السبت 9 من شعبان 1435هـ الموافق 7 يونيو 2014م، وذلك في جامعة الأمير عبد القادر للعلوم الإسلامية بمدينة قسنطينة بالجمهورية الجزائرية، وموافقة بالإجماع، على قرار المجلس التنفيذي للرابطة لعام 2014- 2018م.
ألف العديد من الكتب، من أهمها: قواعد العلاقات الدولية بين الشريعة الإسلامية والقانون الدولي، ووصل عدد صفحاته إلى نحو ألف صفحة، وكتاب «نظام الدولة في الإسلام.. دراسة مقارنه بالقانون الدولي»، وهو كتاب يعرض الأحكام الشرعية في فقه السياسة الشرعية والقانون العام، ويناقش قضايا الشورى في الإسلام، وعلاقتها بالديمقراطية، ويبين كيف أسس الرسول ﷺ دولة المدينة.
كما عمل أستاذا لمادة النظم في جامعة الأزهر الشريف، وإشرافه على هذا القسم في جامعة الملك عبد العزيز بجدة، وتمكن أثناء شغله لهذا العمل، في دراسة وتدريب الأنظمة والقوانين السعودية التي صدرت بناء على سلطات ولي الأمر السياسية والشرعية، واجتهد في تأصيل القوانين الحديثة في المملكة على أساس الفقه الإسلامي، وأخرج عدة كتب هي: «المدخل لدراسة التشريع السعودي» و«النظام الإداري السعودي».
أسهم في إنشاء مركز البحوث والتنمية بجامعة الملك عبد العزيز، وفي إنشاء أول مجلة في الجامعة (هي مجلة الاقتصاد والإدارة)، التي تصدرها جامعة الملك عبد العزِيز - جدة - منذ عام 1974م وحتى عام 1980م، وتولى مهمة التحرير فيها وإصدار نحو تسعة أعداد نشر فيها جميعا العديد من البحوث والدراسات المهمة في مجال الاقتصاد الإسلامي ونظم الإدارة. كما تقلد موقع مدير مركز صالح كامل للاقتصاد الإسلامي بجامعة الأزهر لمدة تسعة أعوام كاملة، وقد جعل هذا المركز منارة وإشعاعا علميا للدراسات الإسلامية ولدراسات الاقتصاد الإسلامي بشكل عام. أسهم المركز في وضع الأسس التي تقوم عليها البنوك الإسلامية، وشارك الشيخ صالح كامل (رجل الأعمال السعودي والخبير الاقتصادي العالمي) في كثير من الأعمال التي قام بها في هذا المجال، كما شارك في إنشاء بنك البركة في جمهورية أوزباكستان، وفي تدريب كوادر للعمل المصرفي الإسلامي في جمهورية كازاخستان.
أثناء عمله نائبا لرئيس جامعة الأزهر قام أيضا في هذه الفترة بإنشاء شُعب الدراسات الإسلامية باللغات الأجنبية في جامعة الأزهر، حيث يدرس الطالب المقررات الإسلامية بالكامل بإحدى اللغات الرئيسة (الإنجليزية- الفرنسية- الألمانية)، كما عمل مدِيرا لتحرِير مجلة الشرِيعة والقانون التِي تصدرها كلِية الشرِيعة والقانون بالقاهرة حتِي عام 1993م.
في المحطة الأكثر أهمية في حياته العلمية، تلك التي بدأت مع توليه منصب: (الأمين العام لرابطة الجامعات الإسلامية) حيث انتُخِب أمِينًا عامًا لرابطة الجامعات الإسلامِية فِي شهر إبرِيل عام 1995م وبالإجماع من ممثلِي 80 جامعة فِي مختلف أنحاء العالم الإسلامِي، وجدد انتخابه لنفس المنصب من عام 1999م، ثم جدد انتخابه عام 2004 في بيروت، كما جدد انتخابه في الجزائر في يوم 7 يونيو 2014م، وشهدت هذه الفترة شهدت توطيدا للروابط بين جامعات العالم الإسلامي وجامعات العالم في أوروبا وأفريقيا وأمريكا.
أصدر سلسلة تسمى «سلسلة فكر المواجهة» بعد أحداث 11 سبتمبر 2001م، والتي فتحت ملفات المشكلات التي تواجه العالم الإسلامي وعلاقته بالآخر والحوار ووصل عدد هذه السلسلة الآن إلى ستة وعشرين مؤلفا. شارك من موقعه في اللقاءات التي نظمتها رابطة العالم الإسلامي في عواصم العالم الغربي لشرح حقائق الإسلام والرد على الشبهات التي توجه إليه. وضع برامج علمية دقيقة لتطوير أداء الدعاة، خصوصا الدعاة المتميزين الحاصلين على درجات الماجسير والدكتوراه.
من أعماله الجامعِية المهمة، تولى منصب مقرر لجنة ترقِية أستاذ القانون العام بكلِية الشرِيعة من 1982 إلِي 2001م، ورائدًا لشباب جامعة الأزهر - رئِيس مجموعة اللجان المنبثقة عن مجلس الجامعة، أهمها: لجان الخطط والمناهج وشئون الطلاب، ومستشار قانونِي لرئِيس جامعة الأزهر، ورئِيس جامعة طنطا، عضو مجلس تأدِيب أعضاء هِيئة التدرِيس بجامعة الأزهر لسنوات طوِيلة، ورئِيس تحرِير مجلات علمِية عدِيدة الآن.
رشّحه فضِيلة الإمام الأكبر لتمثِيله فِي العدِيد من المؤتمرات واللقاءات العلمِية فِي مصر وخارجها، كما رشّحه فضِيلة الإمام الأكبر لعضوِية اللجنة الاقتصادِية المنبثقة من لجنة الفقه الإسلامِي، وكلفته اللجنة بإعداد العدِيد من الأوراق العلمِية حول شهادات الاستثمار والتأمِين، وعضوًا للجنة تعِيين كبار القِيادات الإدارِية والفنِية بالأزهر الشرِيف، وعضو المجلس الأعلِي للأزهر بحكم وظِيفته، أسهم فِي العدِيد من اللجان التِي شكلها الأزهر لبحث القضاِيا العلمِية والإدارِية.
اختِير ضمن وفود الأزهر لزِيارة العدِيد من الدول مثل روسِيا والكومنولث والسنغال وغِيرها.